# Qazma
Qazma (ryska: Казма) är en ort i Azerbajdzjan.   Den ligger i distriktet Balakən Rayonu, i den nordvästra delen av landet, 300 km väster om huvudstaden Baku. Qazma ligger 300 meter över havet och antalet invånare är 6 639.
Terrängen runt Qazma är platt åt sydväst, men åt nordost är den kuperad. Närmaste större samhälle är Belokany, 3,9 km norr om Qazma.
Omgivningarna runt Qazma är en mosaik av jordbruksmark och naturlig växtlighet. Runt Qazma är det ganska tätbefolkat, med 96 invånare per kvadratkilometer.